# 蔡庄遗址 (平邑县)
蔡庄遗址，位于山东省临沂市平邑县平邑镇蔡庄村，是中华人民共和国山东省文物保护单位之一。
2006年12月7日，授予山东省文物保护单位，是一座古遗址。